# FC Hjørring
FC Hjørring a fost un club danez de fotbal, din Hjørring, Vendsyssel.
Din 2013 clubul a fost redenumit în Vendsyssel FF.

## Jucători notabili
- Yakubu Abubakar Akilu
- Gary Martin
- Petru Racu

## Antrenori notabili
- Thomas Thomasberg
- Kim Poulsen
- Ove Christensen
- Boye Habekost